# یینگدی
یینگدی (به لاتین: Yingde) یک county-level city در جمهوری خلق چین است که در کینگوان واقع شده‌است.